# قلعه کلک سرقلعه سیکان هاشم‌آباد
قلعه کلک سرقلعه سیکان هاشم‌آباد مربوط به دوره ساسانیان است و در شهرستان دره‌شهر، بخش مرکزی، دهستان زرین دشت، شمال روستای هاشم‌آباد واقع شده و این اثر در تاریخ ۳۰ بهمن ۱۳۸۶ با شمارهٔ ثبت ۲۱۰۱۶ به‌عنوان یکی از آثار ملی ایران به ثبت رسیده است.